# محمد علي علوبة
محمد علي علوبة باشا (1875 - 1956 م) سياسي وقانوني مصري.

## سيرته
وُلد محمد علي علوبة في أسيوط، عام 1875م. وتخرَّج في مدرسة الألسن بالقاهرة واحترف المحاماة، وكان من أعضاء الحزب الوطني الذي أسسه مصطفى كامل سنة 1907، ومن أعضاء الوفد المصري الذي سافر إلى باريس سنة 1919 لعرض قضية استقلال مصر أمام مؤتمر السلام الذي كان منعقدًا آنذاك. وكان عضوًا في اللجنة وضعت دستور 1923.
تولى وِزارتَي الأوقاف عام 1925، والمعارف عام 1926، ووِزارة الدولة للشؤون البرلمانية عام 1939، وشارك بصفته وزيرًا للأوقاف في المؤتمر الإسلامي العام الذي عُقد في القدس سنة 1931.
كان علوبة وكيلًا لحزب الأحرار الدستوريين، وهو من الوزراء الذين استقالوا في أثناء أزمة كتاب الإسلام وأصول الحكم.

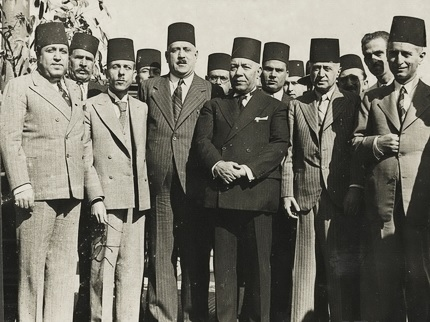
وجهاء عرب في محطة قطار القاهرة. من اليسار إلى اليمين: ميرزا رافع مشكي من إيران، محمد علي الطاهر من فلسطين، نسيب البكري من سورية، محمد علوبة باشا من مصر، أمين التميمي من فلسطين.

## مؤلفاته
- فلسطين وجاراتها.
- مبادئ في السياسة المصرية، مطبعة دار الكتب المصرية بالقاهرة، 1943.[2]
- ذكريات اجتماعية وسياسية.